# Wolfgang Frank
Wolfgang Frank (Reichenbach an der Fils, 21 febbraio 1951 – 7 settembre 2013) è stato un allenatore di calcio e calciatore tedesco, di ruolo attaccante.

## Palmarès

### Giocatore

#### Competizioni internazionali
- Coppa Piano Karl Rappan: 2

E. Braunschweig: 1975, 1978